# 1987 au Nouveau-Brunswick
Chronologie du Nouveau-Brunswick
- 1983
- 1984
- 1985
- 1986
- 1987
- 1988
- 1989
- 1990
- 1991

Cette page concerne des événements d'actualité qui se sont produits durant l'année 1987 dans la province canadienne du Nouveau-Brunswick.

## Événements
- Création du Festival international du cinéma francophone en Acadie situe à Moncton.
- Gordon Fairweather quitte ses fonctions du président de la Commission canadienne des droits de la personne.
- Le député néo-démocrate de Saint John-Est Peter Trites quitte son parti pour rejoindre à l'Association libérale.
- 14 août : Gilbert Finn succède à George Stanley comme lieutenant-gouverneur du Nouveau-Brunswick.
- 13 octobre : 51e élection générale néo-brunswickoise.
- 27 octobre : Frank McKenna devient premier ministre du Nouveau-Brunswick, remplace Richard Hatfield lors de sa défaite de l'élection provinciale du 13 octobre.

## Naissances
- Dominique Dupuis : violoniste.
- 4 février : Jordan Clendenning, joueur de hockey sur glace.
- 16 février : Luc Bourdon, joueur de hockey sur glace.

## Décès
- 29 juillet : Clément Cormier, prêtre et universitaire.
- 1er novembre : René Lévesque, premier ministre du Québec.